# Meringa
Meringa is een geslacht van spinnen uit de  familie van de Synotaxidae.

## Soorten
- Meringa australis Forster, 1990
- Meringa borealis Forster, 1990
- Meringa centralis Forster, 1990
- Meringa conway Forster, 1990
- Meringa hinaka Forster, 1990
- Meringa leith Forster, 1990
- Meringa nelson Forster, 1990
- Meringa otago Forster, 1990
- Meringa tetragyna Forster, 1990